# Sacha Gerdes
Alexandra Adelaide (Sascha) Gerdes (Amsterdam, 1921 - Bilthoven, 2002) was een Nederlands aquarellist, illustrator, textielkunstenaar, pastellist en (pen)tekenaar.

## Leven
Sacha Gerdes was de dochter van beeldend kunstenaar Ed Gerdes en vertaalster Adèle Heemskerk. Ze groeide op in het kunstenaarsdorp Laren. Na de scheiding van haar ouders in 1930 bleef Sacha bij haar vader wonen. Hij maakte verschillende portretten van haar. In 1945 trouwde ze met de kunstenaar Marius van Beek; het echtpaar kreeg vijf kinderen. Het gezin woonde van 1951 tot 1958 in een atelierwoning aan de Zomerdijkstraat in Amsterdam, waar toen onder anderen ook Jan Wolkers en Piet Esser woonden. In 1968 heeft Sacha Gerdes haar jeugdherinneringen opgeschreven; deze zijn later door haar dochter Sandra van Beek uitgetypt. In 2011 heeft dochter Katinka van Beek er een boek van gemaakt en in eigen beheer uitgegeven: Het krassen van het krijtje.

## Opleiding en werk
Gerdes volgde haar opleidingen aan het Instituut voor Kunstnijverheidsonderwijs, o.a. in de tijd dat Mart Stam daar directeur was, en aan de Rijksakademie van beeldende kunsten, beide te Amsterdam. Ze werd vooral bekend door haar tekeningen en illustraties, onder meer voor dagbladen en tijdschriften. Van haar hand verscheen een kinderboekje Anton de Bison. Ook deed Sacha Gerdes in 1953 mee met een tentoonstelling van Nederlandse naaldkunstenaressen in Parijs.